# Singsås kommun
Singsås kommun (norska: Singsås kommune) var en kommun i Sør-Trøndelag fylke i Norge. Kommunen omfattade den östra delen av nuvarande Midtre Gauldals kommun och gränsade till Hedmark fylke i söder. Byn Singsås utgjorde kommunens centralort.

## Administrativ historik
Singsås kommun upprättades 1841 genom utbrytning ur Haltdalens kommun (Holtaalens kommun). Kommunen hade 1 272 invånare vid upprättandet.
Ett obebott område (med fäbodar och slåtterängar) överfördes från Singsås kommun till Budals kommun.
Den 1 januari 1964 gick kommunen, tillsammans med kommunerna Budal, Soknedal och  Støren, upp i den då nybildade Midtre Gauldals kommun. Kommunens hade då 1 554 invånare.